# عبد الرزاق اليحيى

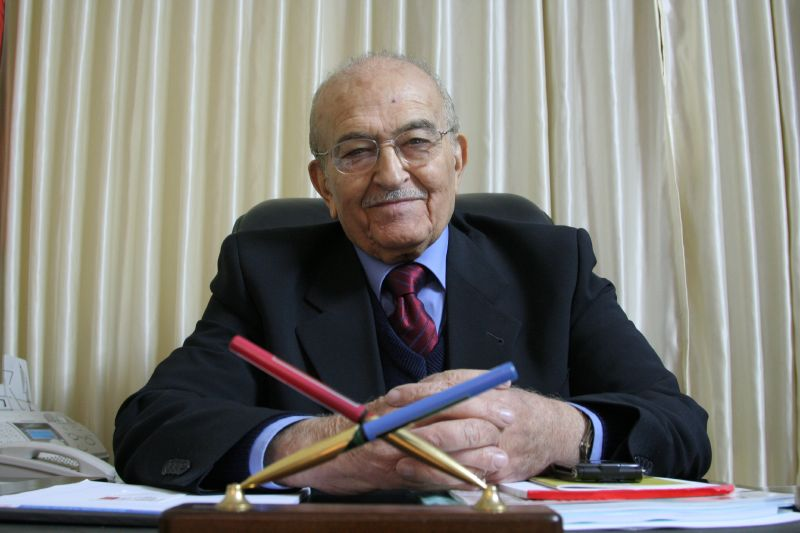
عبد الرزاق اليحيى، 2008

عبد الرزاق اليحيى (15 مارس 1929 في الطنطورة - 9 مارس 2020 في عمان) ويُعرف باسم أبو أنس، هو سياسي وعسكري فلسطيني. شغل حقيبة وزارة الداخلية الفلسطينية ضمن تشكيلة الحكومتين الرابعة والثانية عشرة. وهو عضو في المجلس الوطني الفلسطيني.

## النشأة والتحصيل العلمي
وُلد عبد الرزاق عقاب محمود اليحيى في 15 مارس 1929 في بلدة الطنطورة قرب مدينة حيفا. تلقى تعليمه المدرسي في حيفا وعكا وأنهاها في الكلية العربية في مدينة القدس عام 1947.
في أبريل 1948، التحق بدورة للضباط الفلسطينيين في سوريا. والتحق بجيش الإنقاذ وخدم فيه في لبنان وسوريا لغاية حله. غادرت عائلته البلدة نتيجة أحداث النكبة عام 1948.
تابع تعليمه العسكري في سوريا حتى حصل على درجة الماجستير في العلوم العسكرية من كلية القيادة والأركان عام 1965. كما درس الإحصاء وإدارة الأعمال والجغرافيا في جامعة دمشق.

## الحياة العملية
شغل عبد الرزاق اليحيى مناصب عدة خلال حياته السياسية والعسكرية. حيث خدم ضمن القوات المسلحة السورية في الفترة 1949-1958 في عدة مواقع أهمها الجولان وتولى فيه عدة مناصب قيادية عامة.
في 1964، ساهم في تأسيس جيش التحرير الفلسطيني، وتدرج فيه حيث شغل منصب كبير موظفي العمليات ثم نائب رئيس أركان جيش التحرير الفلسطيني في سوريا قبل حرب 1967.
في أغسطس 1968، قاد محاولات لجعل جيش التحرير الفلسطيني أكثر استقلالاً عن السيطرة السورية وقام رئيس اللجنة التنفيذية لجيش التحرير الفلسطيني بتشكيل اللجنة التنفيذية لمنظمة التحرير الفلسطينية. لكن مع معارضة سوريا، استقال من منصبه ليكون مستشارًا عسكريًا للجنة التنفيذية لمنظمة التحرير الفلسطينية ورئيس أركان قيادة النضال المسلح الفلسطيني منذ 1969.
أعادت اللجنة التنفيذية لمنظمة التحرير الفلسطينية في يونيو 1969 تعيينه في جيش التحرير الفلسطيني كقائد عام. ثم في سبتمبر 1970، عندما تولى ياسر عرفات هذا الدور أصبح اليحيى رئيس أركان جميع القوات الفلسطينية. بسبب الضغط السوري تم استبداله في عام 1971 وأصبح مديرا للدائرة السياسية في منظمة التحرير الفلسطينية في الفترة من 1971 إلى 1984. كان عضوًا في اللجنة التنفيذية لمنظمة التحرير الفلسطينية في الفترة من 1984 إلى 1991.
شارك في المفاوضات الفلسطينية الاسرائيلية وترأس فيها الجانب الأمني في الفترة 1993 حتى 1999 حيث كان له دورٌ في اتفاقية غزة – أريحا أولًا، اتفاقيات المرحلة الانتقالية ومن بينها اتفاقية الخليل واتفاقية واي ريفر بالإضافة إلى مفاوضات الممر الآمن ومطار وميناء غزة. أيضًا ترأس لجنتي الحدود والأمن، والانسحاب في مفاوضات الوضع الدائم.
في 13 يونيو 2002، عُين وزيرًا للداخلية ضمن الحكومة الفلسطينية الرابعة برئاسة ياسر عرفات، واستمرت الحكومة حتى 29 أكتوبر 2002. أُعيد تعيينه في 14 يونيو 2007 وزيرًا للداخلية ضمن الحكومة الفلسطينية الثانية عشرة برئاسة سلام فياض، واستمرت حتى 19 مايو 2009.

## الحياة الشخصية
تزوج عبد الرزاق اليحيى مرتين، حيث أنجب من زوجته الأولى 4 بنات. وبعد وفاتها في عام 1975، تزوج مرة أخرى وأنجب بنت وولد. توفيت زوجته الثانية في عام 2004.

## الوفاة
تُوفي عبد الرزاق اليحيى يوم 9 مارس 2020 في مدينة عمان عن عمر ناهز 91 عامًا ودُفن في مقبرة الشهداء، أم الحيران، عمان.

## المؤلفات
أصدر عبد الرزاق اليحيى عدة مؤلفات منها «بين العسكرية والسياسة ذكريات».

## أوسمة وتكريمات
في 1 مارس 2007، قلد رئيس السلطة الوطنية الفلسطينية محمود عباس اليحيى وسام نجمة القدس بعد ترقيته إلى رتبة فريق وتمت إحالته إلى التقاعد.
في سبتمبر 2019، منح رئيس دولة فلسطين محمود عباس الفريق ركن عبد الرزاق اليحيى نجمة الشرف من وسام ياسر عرفات.
في 20 أغسطس 2022، دشنت بلدية مدينة البيرة بمحافظة رام الله والبيرة شارعًا باسمه.